# Biblioteca Estense di Modena

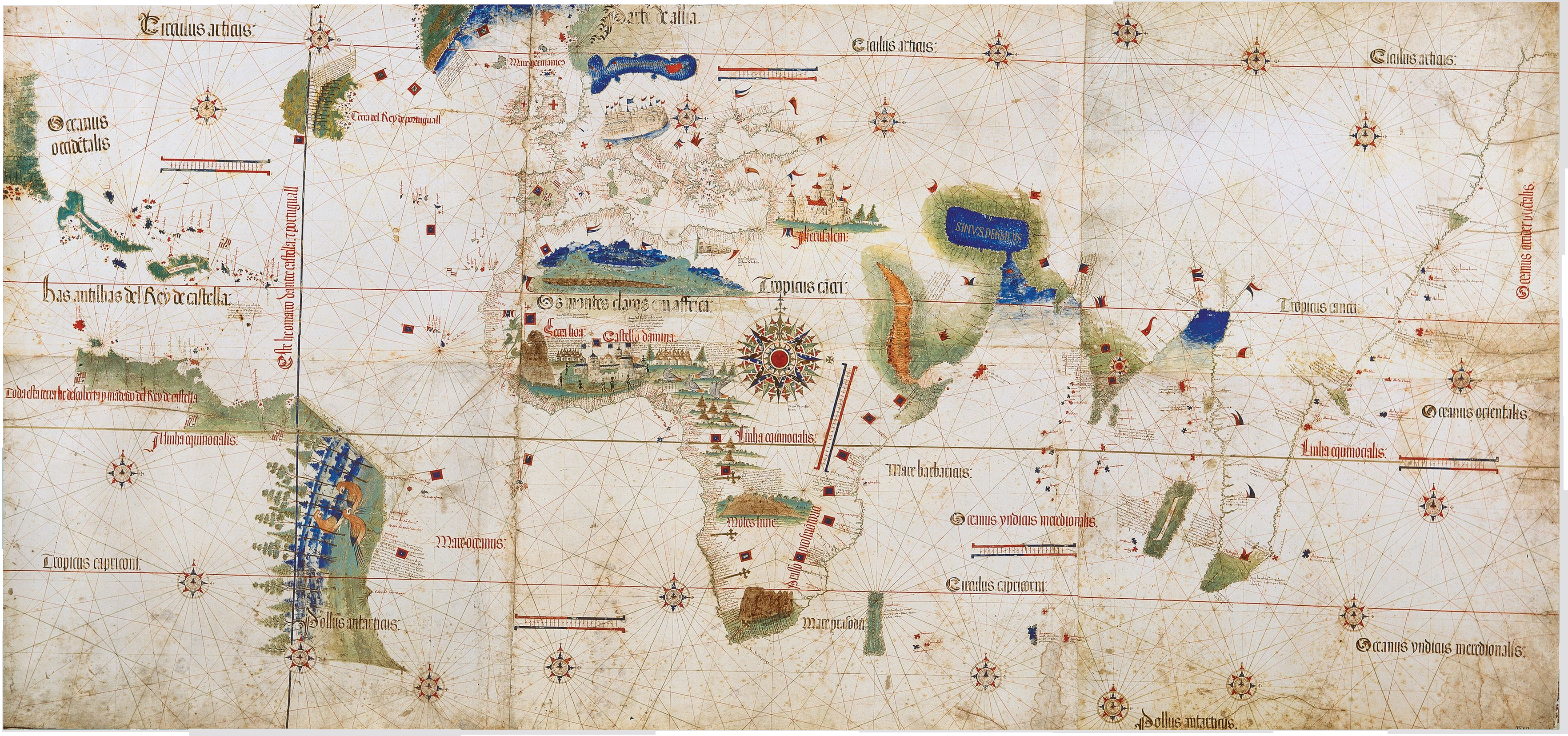
Cantino planisphere (1502), Biblioteca Estense, Modena, Italië.

De Biblioteca Estense di Modena is een Italiaanse bibliotheek, eigendom van de Italiaanse staat en gevestigd in Modena.

## Geschiedenis
De bibliotheek dankt haar ontstaan aan de verzamelingen van de Este’s, de familie die het hertogdom Ferrara en het hertogdom Modena en Reggio bestuurden. Wanneer de Este’s in 1597 het hertogdom moesten afstaan aan de paus, kregen ze de toelating om een aantal familiale bezittingen, waaronder hun verzameling boeken, over te brengen naar Modena. De verzameling handschriften was begonnen door markies Nicollo III dÉste (1383-1441) en werd uitgebreid door Leonello (1407-1450), Borso (1430-1471), Ercole (1431-1505), Alfonso I (1476-1534) en Alfonso II d'Este(1533-1597) met manuscripten, incunabelen en met gedrukte werken.
In 1598 werd de bibliotheek overgebracht naar Modena, de nieuwe hoofdstad van de Este’s. Bij de overgang van Ferrara naar Modena was een deel van de boeken verloren gegaan voor de nieuwe bibliotheek, maar de verzameling werd snel terug uitgebreid. Vooral op het einde van de achttiende eeuw werd de bibliotheek aangevuld met de fondsen van de abdijen en andere religieuze instellingen die door het napoleontische regime werden opgeheven.
Op het einde van de zeventiende eeuw werd de bibliotheek door de hertogen toevertrouwd aan bibliothecarissen, gekozen uit de geleerden van die tijd. Zij zullen de bibliotheek reorganiseren en de eerste catalogi opstellen. Bij die eerste bibliothecarissen waren onder meer Giovanni Battista Boccabadati en Benedetto Bacchini in de zeventiende eeuw en Ludovico Antonio Muratori en Girolamo Tiraboschi in de achttiende.
Op initiatief van Francesco III d'Este werd de bibliotheek in 1764 geopend voor het publiek en in 1772 werd ze samengevoegd met de universiteitsbibliotheek. Tijdens zijn regering putte Francesco zijn land uit door deel te nemen aan de Poolse Successieoorlog en de Oostenrijkse Successieoorlog en het land deed voordien al mee aan de Spaanse Successieoorlog. Francesco werd gedwongen om de meeste van zijn schilderijen en dierbare bezittingen te verkopen, die nu, zoals de bibliotheek, zijn onder gebracht in het Palazzo dei Musei.
Na de eenmaking van Italië werd de Biblioteca Estense in 1880 samengevoegd met de universitaire bibliotheek en ondergebracht in het Palazzo dei Musei

## Bijzondere werken
Een aantal waardevolle werken maakt deel uit van de manuscriptenverzameling:
- De Bijbel van Borso d’Este (1455-1461)
- Genealogia dei Principi d'Este[2] (1474-1479)
- Missaal van Borso d’Este (1449-1457)
- Breviarium van Ercole d’Este (1502-1504)
- De Sphaera (1469)
- Codex Mutinensis (9e eeuw)
- Carta del Cantino

## Fonds
De bibliotheek beschikte in 2010 over:
- 11.025 manuscripten
- Handtekeningen en losse folia 160.173
- Incunabels 1.662
- gedrukte werken uit de 16e eeuw 15.996
- Monografieen 562.491